# Ulterior Motives
Ulterior Motives (även kallad "Everyone Knows That", förkortat "EKT" efter tolkningar av låtens text) är en poplåt från 1986 komponerad av filmmakarna Christopher Saint Booth och Philip Adrian Booth. Låten fick uppmärksamhet 2021 då en kort inspelning av den lades upp på internet i syfte att identifiera låtens skapare. En sökinsats drogs igång och koordinerades över sociala medier såsom Reddit.
I april 2024 identifierades låten som "Ulterior Motives", komponerad och inspelad av Christopher Saint Booth och Philip Adrian Booth. Inspelningen av låten upptäcktes då ha kommit från den pornografiska filmen Angels of Passion från 1986.

## Bakgrund
"Ulterior Motives" spelades in kring år 1986 av bröderna Christopher Saint Booth och Philip Adrian Booth vid tiden då de var med i bandet Sweeney Todd. De jobbade även vid tiden som assistenter vid filmproduktioner. Enligt bröderna var låten ursprungligen inte komponerad för Angels of Passion, utan licenserades till filmen på förfrågan.
Christopher Saint Booth stod för sången, medan Philip Adrian Booth spelade gitarr.

## Internetfenomen
I oktober 2021 lade användaren carl92 upp en 17 sekunder lång inspelning av låten på hemsidan WatZatSong med beskrivningen "Mid 80s. Bad quality". Enligt användaren hade han hittat inspelningen på en gammal DVD-skiva. Inspelningen blev viral under 2022 och 2023 då insatser drogs igång för att identifiera låten och sökningar koordinerades via Reddit och Discord.
Under sökandets gång florerade mycket teorier om låtens ursprung. Bland annat angavs band som Roxette, Savage Garden eller Jason Paige som tänkbara upphovsmän. Det fanns också teorier om att låten kom från en reklamjingel eller från MTV. Entusiaster lyckades identifiera instrument i låten såsom trummaskinen LinnDrum och synthen Yamaha DX7, vilket skulle datera låten som inspelad tidigast 1983.

## Upptäckt
I april 2024 lyckades Reddit-användarna u/south_pole_ball och u/One-Truth-5867 identifiera låten. Inspelningen visade sig komma från den pornografiska filmen Angels of Passion från 1986.
Baserat på tolkningar från låtens text så gjorde man sökningar på "Ulterior Motives" i en upphovsrättdatabas och hittade en post för en låt med detta namn, med Christopher Saint Booth och Philip Adrian Booth som upphovsmän. Ytterligare efterforskningar visade att bröderna Booth komponerade filmmusik, bland annat för pornografiska filmer. Efter att ha letat bland filmer de står som musikkompositörer för kunde man slutligen hitta den film som innehöll låten.